# Claude Gonçalves
Joaquim Claude Gonçalves Araújo, noto semplicemente come Claude Gonçalves (Propriano, 9 aprile 1994), è un calciatore francese naturalizzato portoghese, centrocampista del Legia Varsavia.

## Carriera

### Club
Ha esordito in Ligue 1 con l'Ajaccio nella stagione 2013-2014.

### Nazionale
Ha giocato nella nazionale portoghese Under-20.

## Palmarès

### Club

#### Competizioni nazionali
- Supercoppa di Bulgaria: 3

Ludogorec: 2021, 2022, 2023
- Campionato bulgaro: 3

Ludogorec: 2021-2022, 2022-2023, 2023-2024
- Coppa di Bulgaria: 1

Ludogorec: 2022-2023
- Coppa di Polonia: 1

Legia Varsavia: 2024-2025